# 佐藤総合計画
株式会社佐藤総合計画（さとうそうごうけいかく）は、日本の組織系建築設計事務所。佐藤武夫が創設した建築設計事務所を前身とする。

## 概要
本社所在地〒130-0015 東京都墨田区横網2-10-12 AXSビル

### 沿革
- 1945年 - 佐藤武夫が自宅にて設計業務を開始
- 1946年 - 佐藤連合建築事務所を設立し、その後佐藤武夫設計事務所に社名変更
- 1948年 - 株式会社化
- 1987年 - 現社名に変更
- 1995年 - 代表取締役社長に島田孝好が就任
- 2007年 - 島田孝好が代表取締役会長に就任
- 2009年 - 代表取締役社長に細田雅春就任

## おもな作品・業績

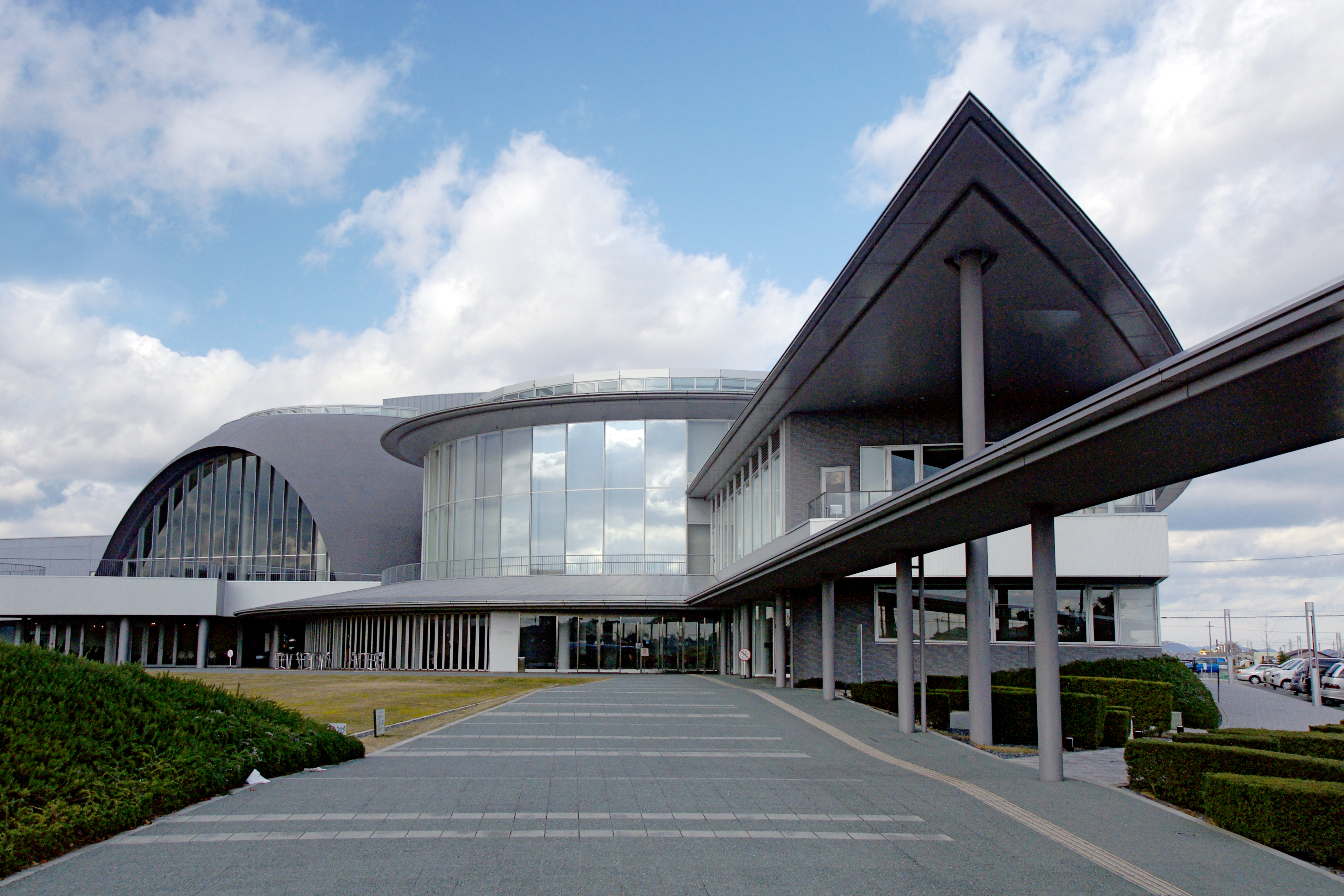
小野市うるおい交流館エクラ

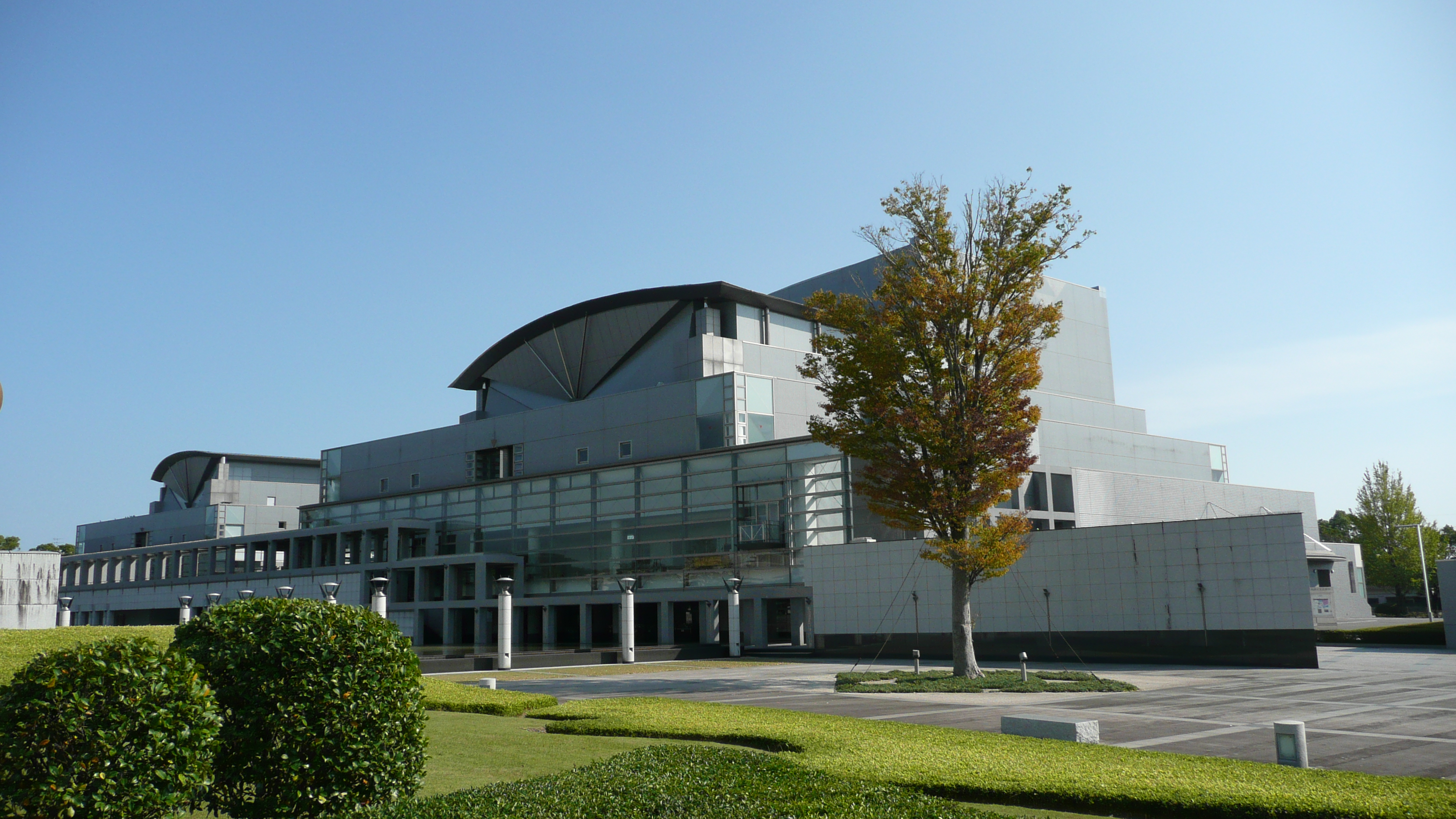
宮崎県立芸術劇場

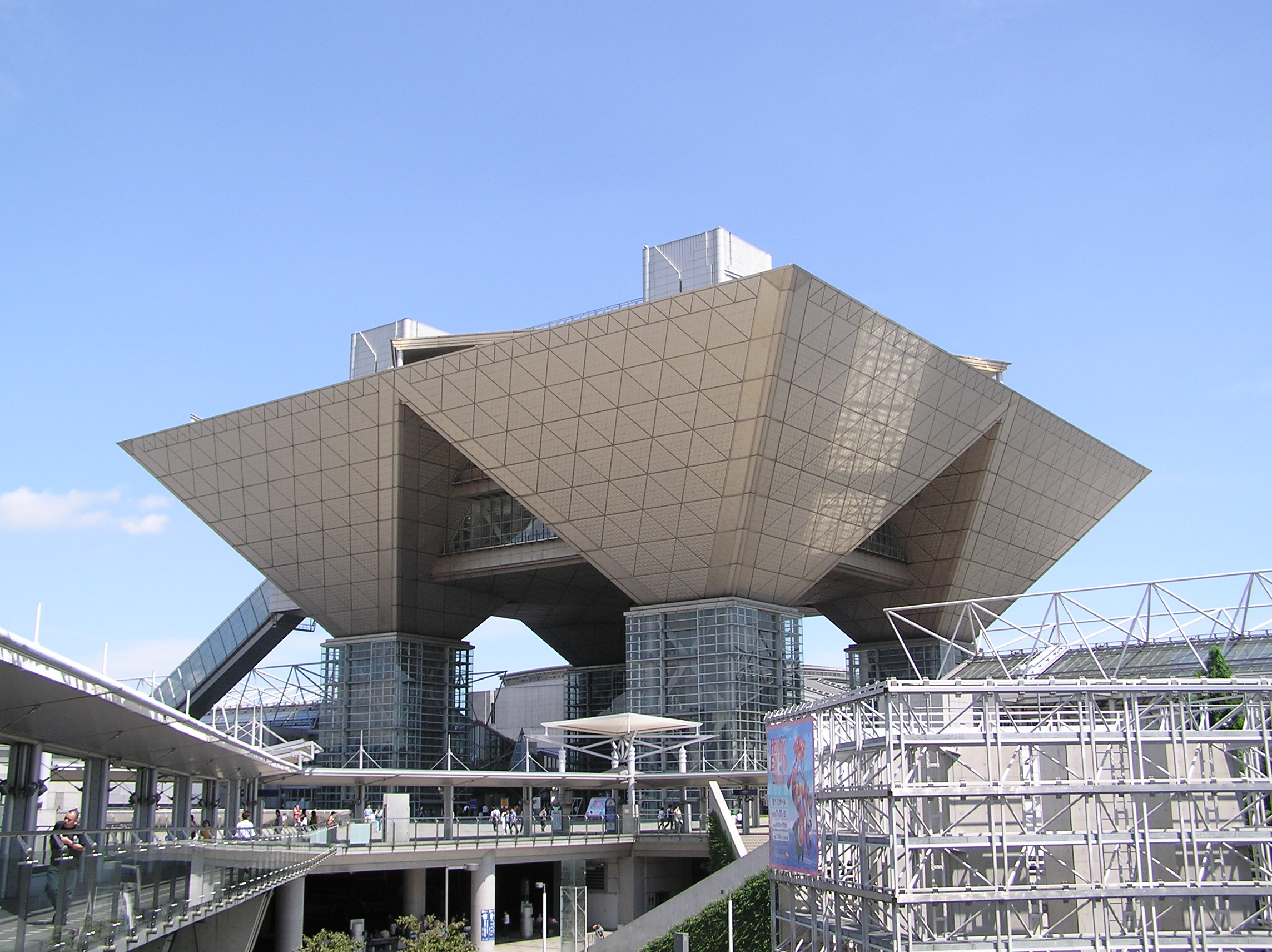
東京国際展示場

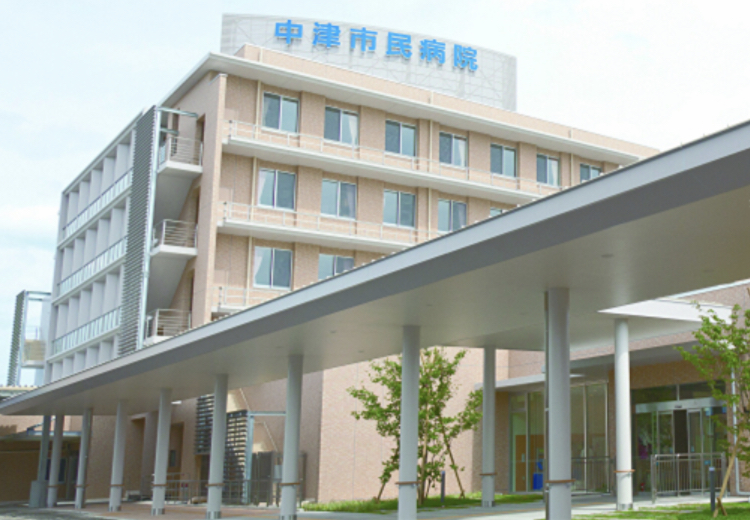
中津市立中津市民病院

- 岩手県立博物館 （岩手県盛岡市、1980年）2009年日本建築家協会25年賞[1]
- アイシンコムセンター (第2回特殊緑化コンクール屋上緑化部門特別賞（都市緑化技術開発機構理事長賞)
- 小野市うるおい交流館エクラ（公共建築賞優秀賞、兵庫県・人間サイズのまちづくり賞）
- 和泉シティプラザ （公共建築賞優秀賞、第3回特殊緑化コンクール屋上緑化部門特別賞）
- 杉並公会堂（公共建築賞優秀賞）
- 本庄市役所周辺整備（都市景観賞）
- 岡崎市図書館交流プラザりぶら（中部建築賞）
- 京都芸術センター（BELCA賞）
- 宮崎県立芸術劇場（BCS賞）
- 筑波移転科学技術庁研究所施設基本計画と配置計画
- 会津若松市生涯学習総合センター（會津稽古堂）[2]
- 栃木県なかがわ水遊園 おもしろ魚館
- 日本大学#学部駿河台校舎1号館
- 立教大学8号館
- 日本大学#学部実験棟
- 四街道市南部総合福祉センターわろうべの里
- 今治市火葬場／すいふう苑
- 広州国際会議展覧中心
- 錦帯橋再建
- 国立公文書館分室
- 東京臨海病院
- 青少年文化創造ステーション
- 福岡県立美術館
- 群馬県庁舎ふれあいテラス（空中庭園）
- 上野原縄文の森（グッドデザイン）
- 天津オリンピックセンタースタジアム
- 星野哲郎記念館
- 瀋陽オリンピック・スポーツセンター・スタジアム
- エコパスタジアム
- エコパアリーナ
- 東京国際展示場
- 大田区立勝海舟記念館
- 神奈川県立近代美術館（葉山館）
- 熊本保健科学大学
- 高松市美術館
- 屋島レグザムフィールド
- 広島県立歴史博物館
- はつかいち文化ホール
- 山口県維新百年記念公園陸上競技場
- 福岡県立図書館
- 七尾サンライフプラザ
- 仙台市博物館
- ふくやま美術館
- 北九州イノベーションギャラリー
- 渋沢史料館
- 立教新座中学校・高等学校
- 江東区立第五大島小学校
- 三木総合防災公園陸上競技場
- 射水市役所
- 桑名市立中央図書館
- 大田区立勝海舟記念館
- 中津市立中津市民病院[3]
- 鹿児島県庁舎
- 浦添市庁舎

## 関連人物
- 佐藤武夫
- 下妻力
- 元松経男
- 高橋明
- 細田雅春
- 國廣禎男
- 前山誠
- 長谷川徹
- 河村中
- 寺尾公祐
- 佐藤次夫
- 佐々木群
- 遠藤陽
- 宮入保
- 五十嵐清人
- 市田幹郎
- 大野勝
- 岡田世郎
- 笠井隆司
- 川田一栄
- 清野明男
- 桐木潔
- 境静也
- 佐々木群
- 嶋田秀雄
- 進藤憲治
- 関野宏行
- 橘雅彦
- 夏目勝也
- 鳴海雅人
- 西村明男
- 野津弘
- 藤井均
- 室殿一哉
- 元松経男
- 元吉悠次
- 八木真爾
- 山上義美
- 宮本忠長
- 薬師神賢一
- 志賀憲一
- 井出正信
- 宮川清